# Nahořany nad Metují

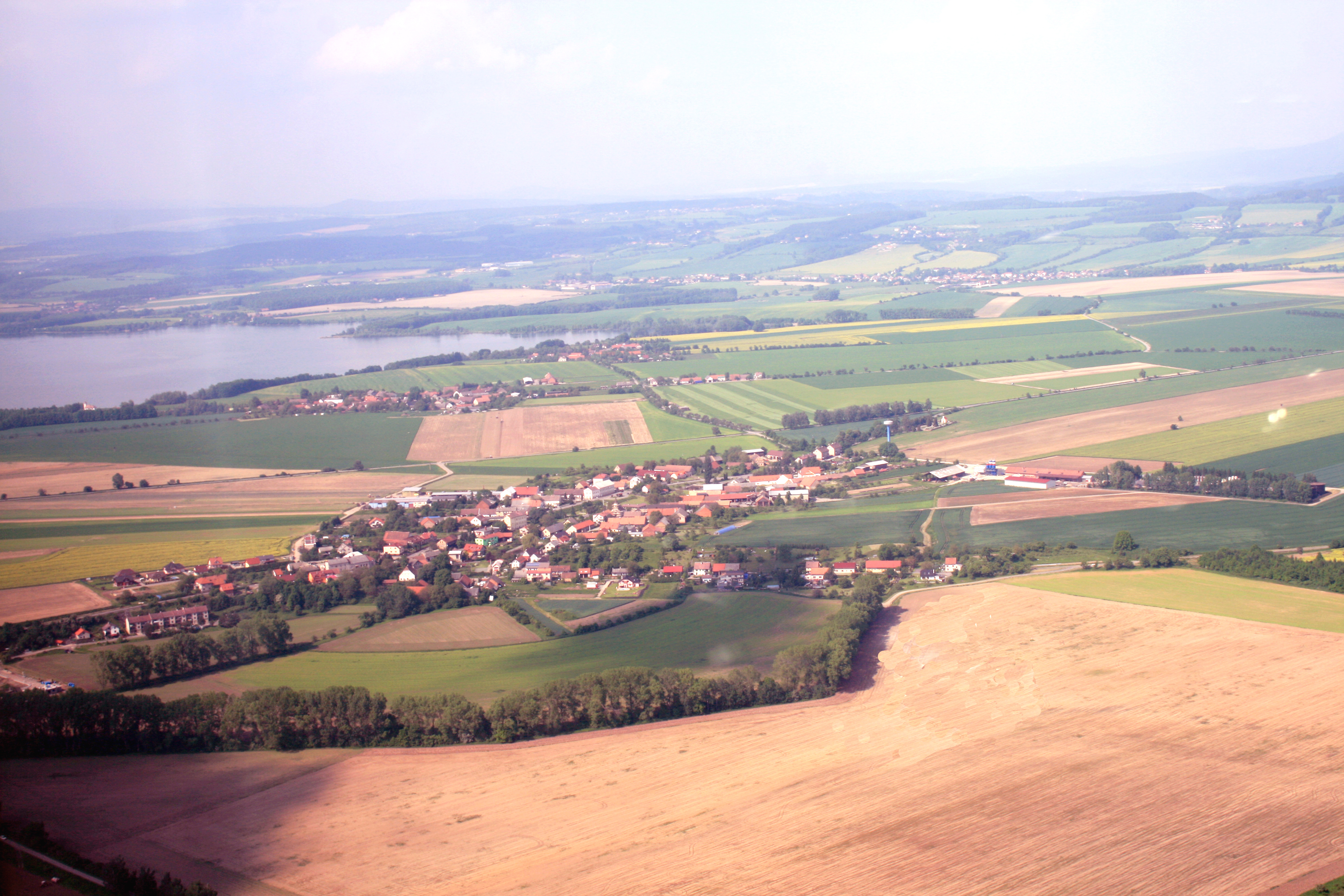
Nahořany

Nahořany (deutsch Nahorschan) ist eine Gemeinde in Tschechien. Sie liegt fünf Kilometer westlich von Nové Město nad Metují (Neustadt an der Mettau) und gehört zum Okres Náchod.

## Geographie
Nahořany befindet sich im Adlergebirgsvorland, rechtsseitig der Metuje (Mettau) zwischen diesem Fluss und dem Stausee Rozkoš (Vodní nádrž Rozkoš). Jenseits der Mettau erheben sich die Hügel Horka (324 m) und Hlohovský kopec (309 m). Nordöstlich liegt der Sportflugplatz Nové Město nad Metují.
Nachbarorte sind Lhota und Doubravice (Daubrawitz) im Norden, Šonov u Nového Města nad Metují und Vrchoviny (Werchowin) im Nordosten, Krčín und Luštinec im Osten, Spy (Spie) im Südosten, Černčice, Osíček, Homole und Dolsko im Süden, Roztoky im Südwesten, Městec und Nouzín im Westen sowie Spyta im Nordwesten.

## Geschichte
Nahořany wurde im Jahre 1415 erstmals urkundlich erwähnt. Es gehörte zur Burgherrschaft Krčín, mit der es 1501 an die Herrschaft Nové Město nad Metují gelangte.
Nach der Aufhebung der Patrimonialherrschaften bildete Nahořany ab 1850 eine Gemeinde im Bezirk Nové Město nad Metují. Seit dem Beginn des 20. Jahrhunderts setzte ein kontinuierlicher Einwohnerrückgang ein. Innerhalb von hundert Jahren sank die Einwohnerzahl der Gemeinde um 60 Prozent. 1950 wurde das Dorf in den Okres Dobruška umgegliedert und gehört seit dessen Auflösung im Jahre 1960 zum Okres Náchod. Mit Beginn des Jahres 1961 wurden die Orte Dolsko und Lhota zu Doubravice eingemeindet. Gleichzeitig kam auch Městec, das seit 1950 ein Ortsteil von Velká Jesenice war, zu Nahořany. Im Jahre 2003 hatte die Gemeinde 478 Einwohner. Davon lebten 315 in Nahořany, 76 in Lhota, 32 in Městec, 28 in Dolsko und 27 in Doubravice.

## Ortsteile
Die Gemeinde Nahořany besteht aus den Ortsteilen Dolsko (Talgrund), Doubravice (Daubrawitz), Lhota (Elhotten), Městec (Miestetz) und Nahořany (Nahorschan).

## Sehenswürdigkeiten
- Feste Nahořany
- Kapellen in Nahořany und Městec
- Stausee Rozkoš
- Kirchlein am Rozkoš bei Lhota